# Patrick Platins
Patrick Platins (Immenstadt im Allgäu, 19 aprile 1983) è un ex calciatore tedesco, di ruolo portiere.

## Caratteristiche tecniche
È un portiere.

## Statistiche

### Presenze e reti nei club
Statistiche aggiornate al 5 maggio 2016.
| Stagione                 | Squadra                  | Campionato               | Campionato | Campionato | Coppa nazionali | Coppa nazionali | Coppa nazionali | Coppe continentali | Coppe continentali | Coppe continentali | Altre coppe | Altre coppe | Altre coppe | Totale | Totale |
| Stagione                 | Squadra                  | Comp                     | Pres       | Reti       | Comp            | Pres            | Reti            | Comp               | Pres               | Reti               | Comp        | Pres        | Reti        | Pres   | Reti   |
| ------------------------ | ------------------------ | ------------------------ | ---------- | ---------- | --------------- | --------------- | --------------- | ------------------ | ------------------ | ------------------ | ----------- | ----------- | ----------- | ------ | ------ |
| 2003-2004                | Wolfsburg                | BL                       | -          | -          | -               | -               | -               | -                  | -                  | -                  | -           | -           | -           | -      | -      |
| 2004-2005                | Wolfsburg                | BL                       | -          | -          | -               | -               | -               | -                  | -                  | -                  | -           | -           | -           | -      | -      |
| 2005-2006                | Wolfsburg                | BL                       | -          | -          | -               | -               | -               | -                  | -                  | -                  | -           | -           | -           | -      | -      |
| 2006-2007                | Wolfsburg                | BL                       | -          | -          | -               | -               | -               | -                  | -                  | -                  | -           | -           | -           | -      | -      |
| ago.-dic. 2007           | Wolfsburg                | BL                       | -          | -          | CG              | -               | -               | -                  | -                  | -                  | -           | -           | -           | -      | -      |
| gen-mag. 2008            | Augusta                  | 2L                       | -          | -          | -               | -               | -               | -                  | -                  | -                  | -           | -           | -           | -      | -      |
| 2008-2009                | Wolfsburg                | BL                       | -          | -          | -               | -               | -               | CU                 | -                  | -                  | -           | -           | -           | -      | -      |
| Totale Wolfsburg         | Totale Wolfsburg         | Totale Wolfsburg         | 0          | 0          |                 | 0               | 0               |                    | 0                  | 0                  |             | -           | -           | 0      | 0      |
| 2009-2010                | Arminia Bielefeld        | 2L                       | 1          | -3         | -               | -               | -               | -                  | -                  | -                  | -           | -           | -           | 1      | -3     |
| 2010-2011                | Arminia Bielefeld        | 2L                       | 6          | -9         | CG              | -               | -               | -                  | -                  | -                  | -           | -           | -           | 6      | -9     |
| 2011-2012                | Arminia Bielefeld        | 3L                       | 18         | -29        | CG              | 1               | -5              | -                  | -                  | -                  | -           | -           | -           | 19     | -34    |
| 2012-2013                | Arminia Bielefeld        | 3L                       | 37         | -31        | CG              | 2               | -4              | -                  | -                  | -                  | -           | -           | -           | 39     | -35    |
| 2013-2014                | Arminia Bielefeld        | 2L                       | 19         | -40        | CG              | 1               | -2              | -                  | -                  | -                  | -           | -           | -           | 20     | -42    |
| Totale Arminia Bielefeld | Totale Arminia Bielefeld | Totale Arminia Bielefeld | 81         | -112       |                 | 4               | -11             |                    | -                  | -                  |             | -           | -           | 85     | -123   |
| 2014-2015                | Darmstadt                | 2L                       | -          | -          | CG              | -               | -               | -                  | -                  | -                  | -           | -           | -           | -      | -      |
| 2015-2016                | Darmstadt                | BL                       | -          | -          | CG              | -               | -               | -                  | -                  | -                  | -           | -           | -           | -      | -      |
| Totale Darmstadt         | Totale Darmstadt         | Totale Darmstadt         | 0          | 0          |                 | 0               | 0               |                    |                    |                    |             |             |             | 0      | 0      |
| Totale carriera          | Totale carriera          | Totale carriera          | 81         | -112       |                 | 4               | -11             |                    | 0                  | 0                  |             |             |             | 85     | -123   |